# 安曇野市豊科郷土博物館
安曇野市豊科郷土博物館（あづみのしとよしなきょうどはくぶつかん）は、長野県安曇野市豊科にある博物館。1979年（昭和54年）の開館以来、安曇野に密着した博物館としての活動を展開している。特に郷土豊科の貴重な自然・歴史・民俗・文化の資料収集・継承を通して郷土の情報センターになることを目指している。

## 事業

### 特別展
南安曇郡最初の登録博物館として地域の再発見につながる展覧会を企画、開催。

### 常設展
自然・歴史・民俗・文化の各分野の資料を、時代別、テーマ別に設けて展示し、総合的に安曇野の歴史を紹介している。

### 教育普及活動
博物館活動の一環として講演会、博物館講座、学習会を開催。

## 主な展示品
- 藤森桂谷（江戸末期から明治初期の文人画家・政治家・啓蒙家）の作品・資料
- 井口香山（明治から昭和の日本画家）の作品「槍ヶ岳・穂高岳六曲屏風」
- 狩野梅玄（江戸中期の狩野派画家）の作品「三国志六曲屏風」
- 小林章（彫刻家）の作品
- 熊井啓 （映画監督）の資料
- 安曇野の郷土民具
- 北アルプスと安曇野の生物標本

## 販売書籍
- 『豊科町誌』，豊科町誌刊行会
- 『命の水　安曇平の水利史・豊科編』，豊科町教育委員会
- 『豊科町の土地に刻まれた歴史』，豊科町教育委員会

## 所在地
- 〒399-8205 長野県安曇野市豊科4289-8

## 交通アクセス
- JR大糸線豊科駅下車、徒歩約15分

## 周辺情報
- 安曇野市役所
- 安曇野市豊科近代美術館
- 田淵行男記念館